# Rafael López Aliaga
Rafael López Aliaga, surnommé « Porky », né le 11 février 1961 à Lima, est un homme d'affaires et homme politique péruvien. 
Après une carrière dans le monde des affaires, il se lance en politique et prend la présidence du parti libéral-conservateur Rénovation populaire (RP).
Candidat de ce parti à l’élection présidentielle de 2021, il arrive en troisième position du premier tour avec 11,8 % des suffrages, juste derrière Keiko Fujimori.
En raison de ses déclarations et prises de position conservatrices, il est une figure controversée de la vie politique péruvienne. Il est régulièrement classé à l’extrême droite de l’échiquier politique.
Depuis 2023, il est maire de Lima, la capitale du pays.

## Situation personnelle

### Carrière professionnelle
Rafael López Aliaga est directeur du crédit aux entreprises à la Citibank dans les années 1980, avant de fonder le groupe hôtelier Peruval Corp et le groupe Acres, qui investit notamment dans les lignes ferroviaires.
Il est également président du conseil d'administration de PeruRail et de Ferrocarril Transandino depuis 1999.
En 2016, il est cité dans le scandale des Panama Papers pour des sociétés offshore et des activités de blanchiment d'argent. Auparavant, en 2001, il a été impliqué dans une enquête du Congrès impliquant plusieurs de ses entreprises pour des faits d'évasion fiscale.

## Parcours politique

### Élection présidentielle de 2021

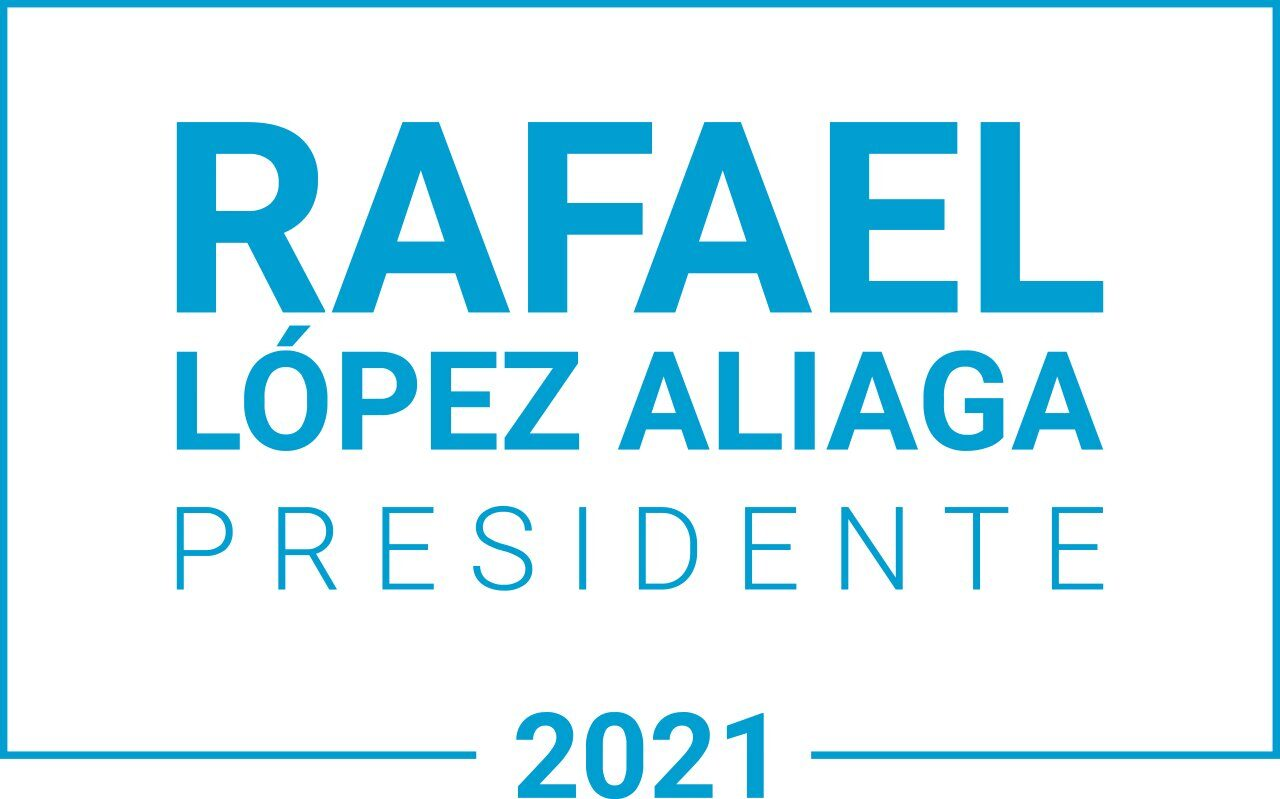
Logo de la campagne présidentielle de Rafael López Aliaga en 2021.

Rafael López Aliaga est candidat à l'élection présidentielle de 2021 avec le soutien du parti d’extrême droite Rénovation populaire, dont il est le président. Il fait campagne sur un programme néolibéral sur les questions économiques et conservateur sur les questions sociétales. L’essentiel de son électorat est constitué de classes aisées et de conservateurs religieux.
Se présentant comme un homme d'affaires compétent novice en politique, il se montre souvent vindicatif, voire injurieux, à l'égard de ses adversaires politiques, tout en accusant la classe politique traditionnelle d’être infiltrée par les marxistes. Il a notamment qualifié le président Francisco Sagasti et son prédécesseur Martín Vizcarra, bien que tous deux habituellement classés au centre droit, de « communistes » et réclamé la destitution du premier. Proche de l’ancien maire de Lima Luis Castañeda Lossio, il bénéficie du soutien de la chaîne de télévision Willax.
Au cours des dernières semaines de campagne, Rafael López Aliaga progresse dans les sondages et semble en mesure de se qualifier pour le second tour. Il arrive finalement en troisième position avec 11,8 % des suffrages exprimés, juste derrière la populiste de droite Keiko Fujimori (13,4 %). Dans l’entre-deux-tours, il appelle à voter pour Keiko Fujimori contre le candidat de gauche radicale Pedro Castillo, déclarant que « son plan gouvernemental conduirait le Pérou à être une dictature cruelle, semblable au Venezuela ou à Cuba ».

### Maire de Lima
Le 2 octobre 2022, Rafael López Aliaga est élu maire de Lima avec 26,3 % des suffrages exprimés lors de l’unique tour de scrutin. Après un temps de suspense, il devance de seulement 0,9 point le très controversé général à la retraite Daniel Urresti, soutenu par Podemos Perú et également candidat à la présidentielle de 2021.

## Prises de position
Sur les questions économiques, Rafael López Aliaga souhaite favoriser l'investissement privé et limiter l’intervention de l’État. Il propose de supprimer les programmes sociaux tels que la distribution de nourriture dans les écoles pauvres, estimant que l'aide sociale devait être prise en charge par des associations privées.
Membre de l'Opus Dei, il affirme se flageller et porter un cilice. Il est parfois décrit comme étant un fondamentaliste religieux et comme le « Bolsonaro péruvien » pour ses prises de position jugées misogynes et homophobes. Il réclame l'interdiction de l'éducation sexuelle dans les collèges, qu'il perçoit comme une forme de « marxisme culturel », l'interdiction totale de l'avortement ainsi que du mariage homosexuel, déclare considérer l'homosexualité comme « un problème qu'il faut soigner. ». Toutefois, Rafael López Aliaga affirme : « Bolsonaro insulte la communauté gay ; je suis inclusif : la communauté doit être la bienvenue, comme le dit le pape François ». Il est également opposé à la contraception.
Lors de la pandémie de Covid-19, il s'oppose aux restrictions de déplacement et au port des masques de protection, lui-même ne portant généralement pas de masque dans ses apparitions publiques. Il se prononce pour que la campagne de vaccination soit confiée au secteur privé et pour que les individus payent pour avoir accès à la vaccination[source insuffisante]. Cependant, il se fait vacciner gratuitement, et appelle les États-Unis à livrer des vaccins au Pérou,.